# Albias
 Albias  es una población y comuna francesa, en la región de Mediodía-Pirineos, departamento de Tarn y Garona, en el distrito de Montauban y Cantón de Nègrepelisse.

## Demografía
| 1080 | 1233 | 1381 | 1668 | 1888 | 2091 | 2313 | 2338 |
| Para los censos de 1962 a 1999 la población legal corresponde a la población sin duplicidades (Fuente: INSEE [Consultar]) |      |      |      |      |      |      |      |